# 青木みか
青木 みか（あおき みか、1923年 - ）は、日本の栄養学者、名古屋女子大学名誉教授。

## 略歴
三重県一志郡美杉村に生まれる。旧姓・森田。津高等女学校卒業ののち、19歳で結婚するが、夫はその半年後に朝鮮半島沖で戦死。1953年（昭和28年）三重大学農学部農芸化学科卒業、1955年（昭和30年）九州大学大学院修士課程修了。名古屋女学院短期大学講師、1956年名古屋女子大学に勤務、1967年三重県立大学医学博士。名古屋女子大学教授、1989年定年退職、名誉教授。

## 著書
- 『寝たきり老人の周辺 福祉・家族・食事-高齢家族における在宅ケア』あけび書房　1993
- 『老いが老いを看とるとき 在宅介護七年のくふう』ミネルヴァ書房　1996　OP叢書
- 『危ない!戦争がつくられる 一庶民の反省と不安』風媒社　2006
- 『がんを抱いて「9条の会」』風媒社　2009

## 共編著
- 『短大卒のキャリアたち』編　私家版、1998
- 『主婦からプロへ 夢を実現した女性たちの記録』高橋ますみ共編　風媒社　2001
- 『どうして戦争をはじめたの? 「ノー」と言えなかった狂乱の時代』編　風媒社　2002
- 『幸齢な生きかた老いかた 向老学実践編』高橋ますみ共編　風媒社　2010
- 『平和をつむぐ 平和憲法を守る9人の手記』森英樹共編　風媒社　2011

## 参考
- [リンク切れ]